# Sissinios
Sissinios (äthiop. ሱስንዮስ Susenyos, andere Schreibweisen Sissionos und Socinius, offizieller Thronname Malak Sagad III. መልአክ ሰገድ; * 1572; † 17. September 1632) war seit 1606 Kaiser (Negus Negesti) von Äthiopien.
Er war der Sohn von Abeto Fasilidos, einem Nachkommen Lebna Dengels, der den Herrschernamen Dawid II. trug. Viele Autoren bezeichnen ihn als Mitglied der Dynastie der Solomoniden, während manche ihn für den Gründer der Gonder-Dynastie halten. Siehe auch die Liste der Kaiser von Äthiopien.

## Geschichtlicher Hintergrund
In dieser Zeit wurde die von koptischen Christen bewohnte Region heftig umkämpft. 
Im 7. Jahrhundert hatten die Araber Ägypten erobert und damit den Islam in Afrika verbreitet. Dies weitete sich nach dem Scheitern der Kreuzzüge ab 1250 auch auf die umliegenden Gebiete aus, wodurch Äthiopien vom Rest der christlichen Welt isoliert wurde und eine christliche Enklave in vorwiegend muslimischem Umfeld bildete, ohne weiteren Kontakt zu seinem traditionellen Verbündeten Byzanz.
Im 14. Jahrhundert versuchten christliche Herrscher Äthiopiens unter teils fanatischer Verfolgung von Muslimen und Juden ihre Gebiete zu erweitern und damit auch den christlichen Glauben wieder zu verbreiten. In der Folge kam es immer wieder zu kriegerischen Auseinandersetzungen in der Region, in deren Verlauf der Osten Äthiopiens vor allem durch Muslime aus den Sultanaten Harar und Adal erobert wurde. Auch die Portugiesen und die türkischen Osmanen beteiligten sich an den Konflikten. 
Mit der Unterstützung von sogar durch eigentlich von orthodoxen Christen unterdrückten jüdischen Falaschas gelang es den Portugiesen, sich nach mehreren Rückschlägen zumindest große Teile Äthiopiens zu sichern. Große Landesteile wurden von den Oromo besiedelt, welche jedoch teilweise zum Christentum übertraten und sich an der Verteidigung gegen das weiterhin angreifende Sultanat Harar beteiligten.

## Leben Sissinios

### Jugend
Der 1563–1597 unter dem Titel Malak Sagad I. regierende Sarsa Dengel wollte den Thron ursprünglich seinem Neffen Za Dengel weitervererben. Doch unter dem Einfluss seiner Gattin Maryam Sena und einiger seiner Schwiegersöhne wählte er stattdessen seinen erst siebenjährigen Sohn Yaqob (Jakob) zu seinem Nachfolger, welcher zunächst unter dem Titel Malak Sagad II. von 1597 bis 1603 offiziell herrschte, während Ras Antenatewos von Amhara für ihn die Regentschaft übernahm.
Za Dengel und sein Konkurrent Sissinios wurden verbannt.
Za Dengel flüchtete in die Berge um den Tanasee, während Sissinos sich im Süden bei den Oromo verbarg. Nach anderer Darstellung wurde er mit seinem Vater von Rebellen der Oromo ein Jahr lang gefangen gehalten, bis sie durch Dejazmach Assebo befreit wurden.
Nach sechs Jahren zerstritt sich Jakob mit Ras Antenatewos und setzte an seiner Stelle Ras Za Sellase als Regenten ein. Dieser jedoch setzte Jakob ab, verbannte ihn nach Enarya und machte 1603 seinen Cousin Za Dengel unter dem Namen Asnaf Sagad II. zum Herrscher. Doch erwies dieser sich als weniger leicht lenkbar als Jakob. Deshalb holte Ras Za Sellase bereits nach einem Jahr Jakob aus der Verbannung zurück und setzte ihn 1604 wieder als Herrscher ein. Za Dengel starb 1607 im Kampf mit Rebellen.
Kurz darauf marschierte Sissinios mit einer aus den Reihen der Oromo gewonnenen Armee nach Norden. Er sandte Ras Antenatewos eine Nachricht, in der er sich selbst zum König (Negus) proklamierte und bat ihn um Unterstützung, die dieser ihm in Form von Truppen gewährte. Die gleiche Nachricht hatte er auch an Ras Za Sellase gesandt. Dieser aber griff ihn mit einer Armee an, woraufhin sich Sissinos, an Fieber erkrankt, in die Berge von Amhara zurückzog. Daraufhin schwenkte Ras Antenatewos um und verband seine Truppen mit denen Za Sellases, um Jakob zu stützen. Dennoch gelang es Sissinios schließlich, in den Bergen von Gojam im Kampf von Gol zu siegen, bei dem Jakob starb.

### Regierungszeit
Am 18. März 1608 wurde Sissinios bei Aksum gekrönt. Die Krönungszeremonie wurde von dem Portugiesen João Gabriel beschrieben. Sissinios' Palast stand in Dankaz.
Der Leichnam Jakobs wurde nie gefunden. Infolgedessen kam es in den ersten Jahren von Sissinios Herrschaft immer wieder zu Aufruhr, weil es Männer gab, die behaupteten, der noch lebende und damit rechtmäßige Kaiser Jakob zu sein.
Bereits Za Dengel, der 1603–1604 regierende Neffe von Sarsa Dengel, trat unter dem Einfluss der den Portugiesen nachfolgenden Jesuiten zum römisch-katholischen Glauben über.
Sissinos selbst konvertierte auf Betreiben des jesuitischen Missionars Pedro Páez 1622 in einer öffentlichen Zeremonie zum Katholizismus und verzichtete auf das weitere Zusammenleben mit seinen diversen Konkubinen und Ehefrauen, sondern beschränkte sich monogam auf seine erste Gemahlin. 
Nach dem Tod des toleranten Missionars trat 1624 der den äthiopischen Traditionen gegenüber wesentlich intolerantere Afonso Mendes an seine Stelle. Auf seinen Druck hin ließ sich Sissinios sogar zu einer Kirchenunion mit Rom bewegen.
1630 proklamierte Sarsa Krestos, der Vizekönig von Begemder, Sissinios' Sohn Fasisidos zum Herrscher. Sissinios ließ ihn deshalb gefangen nehmen und hinrichten.
Zwei Jahre später revoltierte Sissinios Bruder Malta Krestos in Lasta. Der Aufstand wurde niedergeschlagen, kostete aber 8000 Menschen das Leben.
Davon beeindruckt garantierte Sissinios seinen Untertanen die Religionsfreiheit, widerrief den Anschluss an die katholische Kirche und stellte die traditionelle, koptische Äthiopisch-Orthodoxe Tewahedo-Kirche wieder her.
Dann dankte er zugunsten seines Sohnes Fasilidos (Basilides) ab, der 1632–1667 unter dem Namen Alam Sagad regierte.
Sissinios starb am 7. September 1632 und wurde in der Kirche von Genneta Iyasus beerdigt.